# Konst- och hantverksmuseet
Konst- och hantverksmuseet (kroatiska: Muzej za umjetnost i obrt) är ett konstmuseum i Zagreb i Kroatien. Museet invigdes 1880 och är sedan 1888 beläget mitt emot nationalteatern vid Marskalk Titos torg i Nedre staden. Det rymmer mer än 100 000 föremål från 300-1900-talet och den permanenta utställningen omfattar 2 000 m2 fördelade på tre våningar.

## Historik
Museet grundades 1880 på initiativ av Konstföreningen och dess dåtida ordförande Izidor Kršnjavi. Grunderna till den framtida museisamlingen lades 1875 då biskopen Josip Juraj Strossmayer donerade föremål från den katalanska målaren Marià Fortuny.  Från museets formella grundande 1880 växte samlingen genom privata donationer och systematiska inköp i Kroatien och Europa.   

## Museibyggnaden
Museibyggnaden projekterades av Hermann Bollé, en av Zagrebs mest välrenommerade arkitekter vid tiden, och uppfördes 1888 för att rymma museisamlingen. Bollé skapade ett representativt historictiskt palats vars fasad var inspirerad av den tyska renässansen.

## Samlingarna
Museets tjugo samlingar omfattar bland annat arkitektoniska föremål, keramiska objekt, skulpturer, målningar, fotografier och textilier.

### Fotnoter
1. ↑  Konst- och hantverksmuseet - Museets officiella webbplats (kroatiska)
2. 1 2 3  Konst- och hantverksmuseet Arkiverad 18 februari 2014 hämtat från the Wayback Machine. - Museets officiella webbplats (kroatiska)
3. 1 2  Konst- och hantverksmuseet - Museets officiella webbplats (kroatiska)